# Château de Tourrette-Levens
Le château de Tourrette-Levens est un château situé sur la commune de Tourrette-Levens dans le département des Alpes-Maritimes.

## Historique
Le château a été construit au XIIe siècle, par Raymond Chabaud dont la famille a détenu le fief jusqu'en l’an 1684. Le château est, à l’époque, l’un des plus beaux de la région avec ses six tours, trois rondes et trois carrées. Il ne subsiste de cette époque qu'une seule tour.
Le monument fait l’objet d’une inscription au titre des monuments historiques depuis le 15 septembre 1937.